# Guy Ier de Possesse
Guy Ier de Possesse, mort en 1097, est le premier seigneur connu de Possesse et de Tournan et la tige de la famille de Possesse. Il participe à la première croisade lors de laquelle il meurt au siège de Nicée en 1097.

## Biographie
Guy Ier de Possesse est le premier seigneur connu de Possesse, probablement le fils d'un certain Albert. Il peut être assimilé à Guy de Vitry, qui se qualifie de seigneur de Tournan dans une charte de 1088 avec son épouse Hadvide en faveur de l'abbaye de Saint-Maur-des-Fossés (la seigneurie de Tournan lui ayant probablement échu par son mariage ou par celui de son père).
Il prend part à la première croisade lors de laquelle il meurt durant le siège de Nicée en 1097,, probablement de maladie.

## Mariage et enfants
Il épouse Hadvide de Dammartin, fille de Hugues de Dammartin, comte de Dammartin, et de Rohaise de Clare, avec qui il a plusieurs enfants :
- Guy II de Possesse (mort avant 1126), qui lui succède comme seigneur de Possesse et de Tournan[5]. Cité comme témoin dans la charte de fondation de l'abbaye de Cheminon en 1110[6] ;
- peut-être Manassès de Possesse (mort vers 1140), cité comme frère de Guy, à qui il succède peut-être comme seigneur de Possessse et de Tournan[7] ;
- peut-être Eustachie de Possesse (morte dès 1166), qui épouse épouse Gilbert de Garlande, seigneur de La Houssaye, bouteiller de France, fils cadet de Guillaume Ier de Garlande, seigneur de Garlande, et de son épouse Havise, d'où postérité.